# Eien no Uta
Singles de Mika Nakashima
Life
(2007) Sakura: Hanagasumi
(2008)
Eien no Uta est le 24e single de Mika Nakashima sorti sous le label Sony Music Associated Records le 3 octobre 2007 au Japon. Il atteint la 5e place du classement de l'Oricon et il reste 7 semaines dans le classement pour un total de 24 146 exemplaires vendus.
Eien no Uta a été produit par Stephen McGregor, et a été utilisé comme thème musical pour le film Southbound. La deuxième chanson, You'd Be So Nice To Come Home To, est une reprise de Cole Porter. Eien no Uta se trouve sur l'album Voice.

## Liste des titres
| 1. | Eien no Uta (永遠の詩)                | Kazufumi Miyazawa | Sin         | 5:48 |
| 2. | You'd Be So Nice To Come Home To      | Cole Porter       | Cole Porter | 3:16 |
| 3. | Eien no Uta (Instrumental) (永遠の詩) | Kazufumi Miyazawa | Sin         | 5:45 |